# Confession (film 1918)
Confession è un film muto del 1918 diretto da Sidney Franklin.

## Trama
Dopo la cerimonia di nozze, Bob e Mary partono per il viaggio di nozze. Durante il viaggio, però, vengono assaliti e derubati di tutti i loro averi, comprese le fedi nuziali. In albergo, non potendo comprovare la loro identità, vengono guardati con sospetto dall'impiegato della reception, che consente loro di poter dormire nel salottino della hall, perché non possono dimostrare di essere sposati. Durante la notte, Bob sente un urlo. Corre in una stanza e vi scopre una donna assassinata. Nessuno crede alla sua versione. Anzi, viene arrestato per il delito, processato e condannato.
Mary, avendo scoperto che nell'albergo sono avvenuti altri crimini, si mette a investigare insieme a suo padre, preparando un tranello in cui far cadere il vero omicida. Che si scopre non essere altri che l'impiegato dell'albergo.
Dopo che l'uomo ha firmato la sua confessione, Mary si precipita dal governatore per bloccare l'esecuzione del marito. Ma, quando arriva, ormai è troppo tardi.
In quel momento, Mary si sveglia e si rende conto che è stato tutto un orribile incubo.

## Produzione
Il film fu prodotto dalla Fox Film Corporation.

## Distribuzione
Il copyright del film, richiesto da William Fox, fu registrato il 19 maggio 1918 con il numero LP12447.
Distribuito dalla Fox Film Corporation, il film - presentato da William Fox - uscì nelle sale cinematografiche degli Stati Uniti il 19 maggio 1918.
Copia della pellicola esiste in positivo a 16 mm.